# ブンガブンガ
ブンガブンガ (英語: Bunga bunga) とは、1852年からオーストラリアの地名として使用され、1910年の偽エチオピア皇帝事件の頃から起源不明の様々な意味で使われるようになり、2010年には当時のイタリア首相シルヴィオ・ベルルスコーニのセックスパーティを指す言葉として有名になった単語である。イタリアでの事件は大きな政治スキャンダルとなり、この言葉は世界的に報道で使用された。

## 初期の使用
『ホッグズ・インストラクター』の1852年号で、「ブンガブンガ"bunga bunga"とは、オーストラリア東岸のモートン湾近くの地域を指して地元民が使っている地名」との説明がある。

## 偽エチオピア皇帝事件

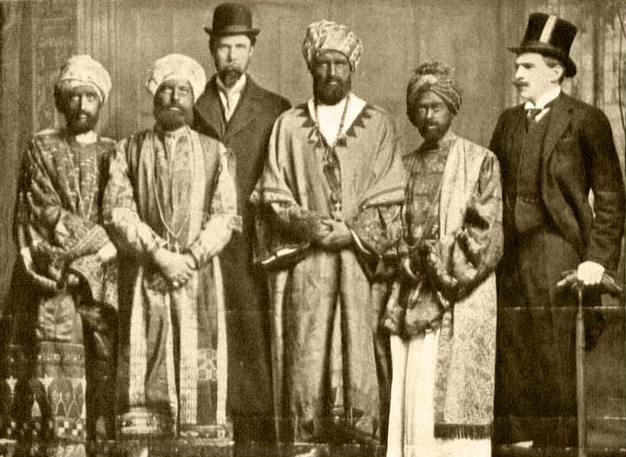
偽エチオピア皇帝事件の際、王族一行に扮したヴァージニア・ウルフと仲間達。

1910年、ホレス・ド・ヴィアー・コール、ヴァージニア・ウルフ（この当時はヴァージニア・スティーヴン）、ヴァージニアの弟エイドリアン・スティーヴンら6人の大学生が、アビシニア（エチオピアの古称）の王子とその随行員のふりをするという悪戯を行った。
1910年2月10日、ドーセットのウェイマスに停泊中の、世界で最も強力な戦艦「ドレッドノート」は、イギリス海軍本部からの緊急電報に従って、「アビシニアの王族一行」を迎えることになった。司令官が船の驚異的な設備を見せるたびに、この偽王族一行は「ブンガ、ブンガ！」という文句を囁いたという。この言葉は当時、キャッチフレーズとして人気を博すようになった。エイドリアン・スティーヴンによると、直接の関係者ではないが「実際よりもいろいろなことを知っているとうそぶいた」者が、一行が「ブンガブンガ」という表現を使っていたと新聞に伝え、それが大変有名になったという。

## 20世紀末頃までのブンガブンガ
1950年のバッグス・バニーの短編"Bushy Hare"ではバッグズ・バニーと、オーストラリアのアボリジニという設定で"Nature Boy"とされているキャラクターがナンセンスなやりとりの中で「ウンガブンガブンガ」"Unga Bunga Bunga"という言葉を使っている。
ブンガブンガという言葉はジョークに登場するようになり、インターネット上で普及した。このジョークは以下のようなものである。
このジョークは、未開の種族につかまった3人の西洋人の話だ。族長がそれぞれに死かブンガブンガかどちらか選べと言う（バージョンによってはウンガブンガのこともある）。最初の2人はブンガブンガを選び、様々な性的拷問を加えられた後殺された。3人目は前に起こったことを見ていたので、死を選んだ。これに対して族長は深くため息をつき、「死を願ったな、では死ぬことになる」と言い、こう続けた。「でもまずちょっとブンガブンガをな」。
同じジョークで、「ブンガブンガ」ではなく他のナンセンスな言葉を使っているものもある。

## シルヴィオ・ベルルスコーニ

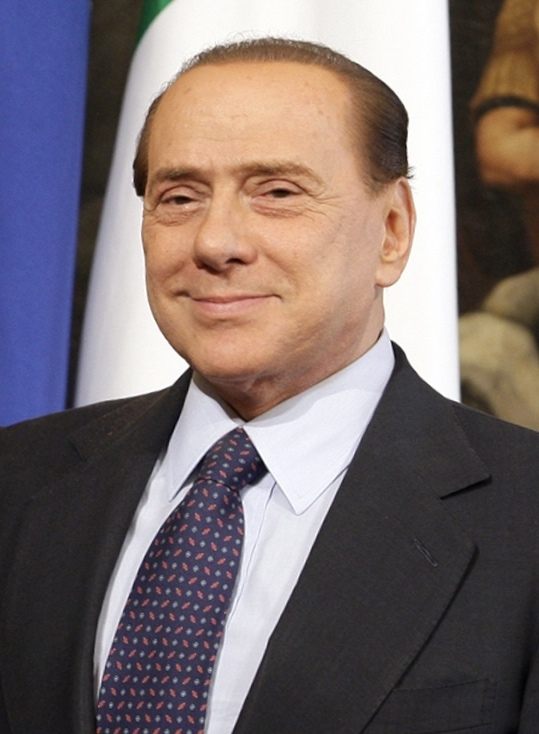
「ブンガブンガ」という言葉はイタリアの元首相シルヴィオ・ベルルスコーニと深く結びつけられるようになっている。

イタリアの元首相シルヴィオ・ベルルスコーニは自身のディナーパーティで上述の「ブンガブンガ・ジョーク」を口にし、未開の種族に捕まった西洋人に例えることでロマーノ・プローディら中道左派野党の前大臣たちを揶揄したと言われている。
2011年のベルルスコーニ未成年売春事件の捜査の際、この表現はイタリア内外の報道機関により「強力なリーダーがかかわっている乱交パーティ」という全く違う意味でしばしば用いられた。これはムアンマル・アル＝カッザーフィー（カダフィ）がベルルスコーニに教えた表現だと伝えられた。カダフィは意図せず「ゼンガゼンガ」という別のフレーズも流行らせてしまったことがある。イタリアでは、この「ブンガブンガ」という言葉は「すぐに噴飯モノで皆が知っているような表現になった」。
ベルルスコーニが行ったとされるパーティを指す「ブンガブンガ」の意味や起源についてははっきりしておらず、曖昧に使われている。「スイミングプールで全裸のホストやら友達やらを全裸の若い女性が囲んでいるというような、一種の水面下乱交パーティ」であるとか、「20名の若い裸の女性」により男性の観客のために行われる「アフリカ風の儀礼」であるとか、金持ちのホストが主催して「看護師や警官のユニフォーム」の露出度を高くしたような服装に身を包んだトップレスの女性がポールダンスやストリップコンテストを行い、優勝すればホストの買春対象になるというようなエロティックなエンターテイメントであるとか、スキャンダラスな形でさまざまな報道がなされた。このほか、女優のサビーナ・ベガンは、これは自身の姓にちなんだあだ名で、自分がパーティを主催したことが語源だと主張している。
「ブンガブンガ文化」に反対すべく、2011年には「今でないなら、いつ？"Se non ora, quando?"」という性差別に対する抗議運動が起こり、デモも行われた。

## 2010年以降の大衆文化

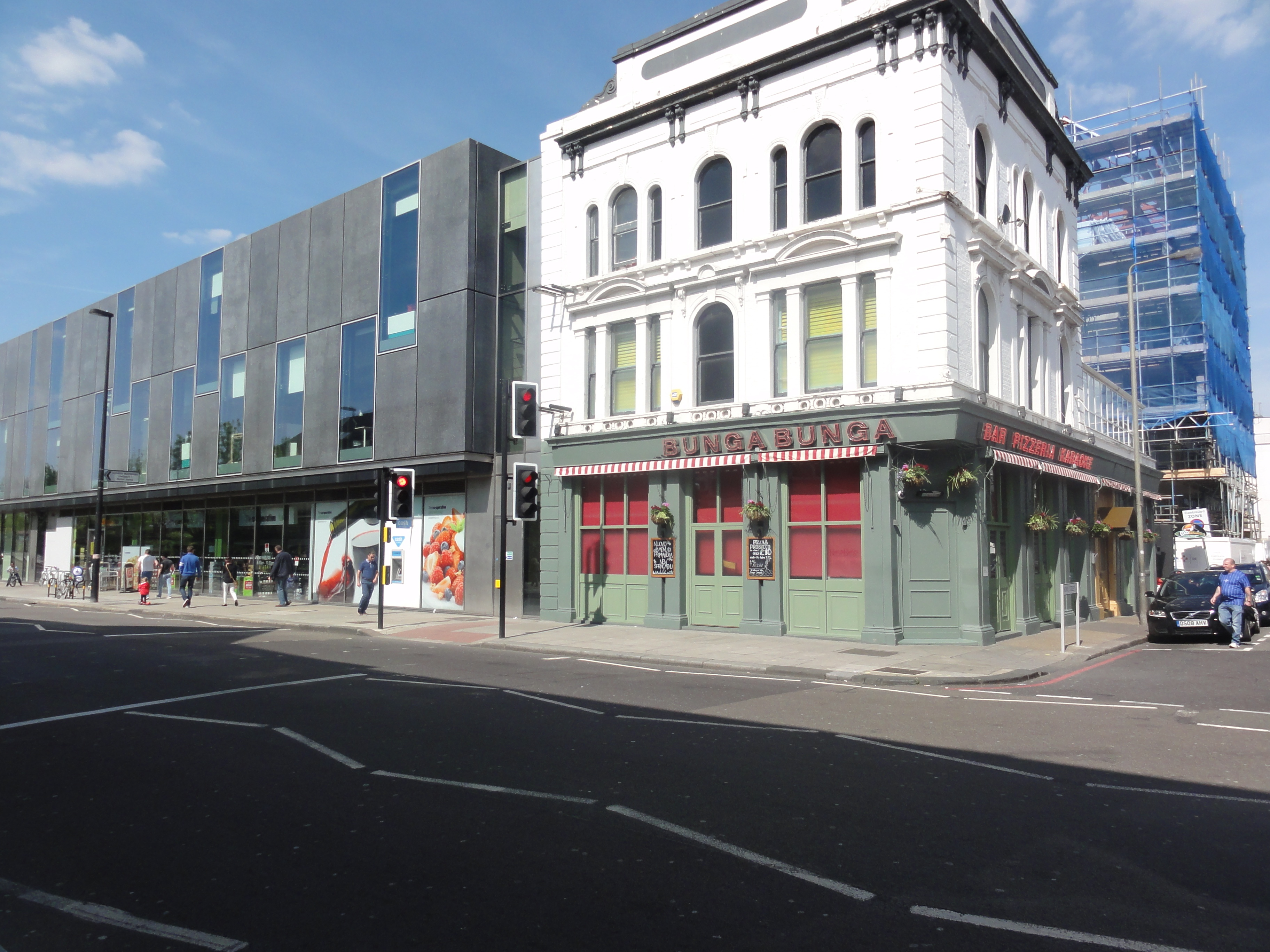
バタシーにあるブンガブンガバー。

2011年にアメリカのバンドであるヌー・ノン・プリュが「ブンガブンガ」という曲をリリースした。
2012年に、「ブンガブンガ」という言葉はイギリスの自動車番組である『トップ・ギア』第18シリーズ第1話で使われ、スティグのイタリアに住むいとこが「ブンガブンガスティグ」として紹介された。 
2013年にアメリカのバンドであるチェリー・ポッピン・ダディーズが「上位1％」のライフスタイルを諷刺する歌"The Babooch"の歌詞で「ブンガブンガ」という言葉を使っており、ミュージックビデオにはベルルスコーニも出てくる。
2014年にコメディアンのメイナードとティム・ファーガソンは「ブンガブンガ」というポッドキャストを始めた。
ピッパ・ミドルトンの友人であるチャーリー・ギルクスは、ロンドンのバタシーにベルルスコーニからヒントを得たイタリアがコンセプトのバーであるブンガブンガバーを開店しており、ヘンリー王子やユージェニー王女も訪れたことがある。